# Hötensleben
Hötensleben is een gemeente in de Duitse deelstaat Saksen-Anhalt, en maakt deel uit van de Landkreis Börde.
Hötensleben telt 3.549 inwoners.
Ten tijde van de Duitse deling lag Hötensleben direct aan de Duits-Duitse grens. Bij het dorp bestond de grens uit een muur. Direct na de Duitse hereniging werd een 350 meter lang deel van de DDR-grensversperringen onder monumentenzorg geplaatst.

## Indeling gemeente
De gemeente bestaat uit de volgende Ortsteile:
- Barneberg
- Kauzleben
- Neubau
- Ohrsleben
- Wackersleben

## Geboren in Hötensleben
- Annelie Ehrhardt (1950-2024), atlete

Altenhausen ·
Am Großen Bruch ·
Angern ·
Ausleben ·
Barleben ·
Beendorf ·
Bülstringen ·
Burgstall ·
Calvörde ·
Colbitz ·
Eilsleben ·
Erxleben ·
Flechtingen ·
Gröningen ·
Haldensleben ·
Harbke ·
Hohe Börde ·
Hötensleben ·
Ingersleben ·
Kroppenstedt ·
Loitsche-Heinrichsberg ·
Niedere Börde ·
Oebisfelde-Weferlingen ·
Oschersleben (Bode) ·
Rogätz ·
Sommersdorf ·
Sülzetal ·
Ummendorf ·
Völpke ·
Wanzleben-Börde ·
Wefensleben ·
Westheide ·
Wolmirstedt ·
Zielitz